# مهدي أباد عليا (مقاطعة فهرج)
مهدي أباد عليا (بالفارسية: مهدی‌آباد اولیا) هي مستوطنة تقع في ناحية نغين كوير في إيران. يقدر عدد سكانها بـ 298 نسمة .